# Leinster Airport
Leinster Airport is een vliegveld in de Australische plaats Leinster. Met Skippers Aviation kan er naar Perth en Wiluna worden gevlogen. Alliance Airlines doet alleen Perth aan. De baan heeft een lengte van 1800 meter.